# Municipio de Sylvania (Pensilvania)
El municipio de Sylvania (en inglés: Sylvania Township) es un municipio ubicado en el condado de Potter en el estado estadounidense de Pensilvania. En el año 2000 tenía una población de 61 habitantes y una densidad poblacional de 2 personas por km².

## Geografía
El municipio de Sylvania se encuentra ubicado en las coordenadas 41°35′00″N 77°58′59″O / 41.58333, -77.98306.

## Demografía
Según la Oficina del Censo en 2000 los ingresos medios por hogar en la localidad eran de $39,750 y los ingresos medios por familia eran $49,375. Los hombres tenían unos ingresos medios de $31,875 frente a los $26,000 para las mujeres. La renta per cápita para la localidad era de $22,029. Alrededor del 6,1% de la población estaban por debajo del umbral de pobreza.